# GB Airways
GB Airways – brytyjska linia lotnicza z siedzibą w Crawley, w Anglii. Do 31.12.2007 były częścią linii lotniczych British Airways, z dniem 1.01.2008 zostały przejęte przez EasyJet. Głównym hubem linii był Port lotniczy Londyn-Gatwick.